# Fanny Inama von Sternegg

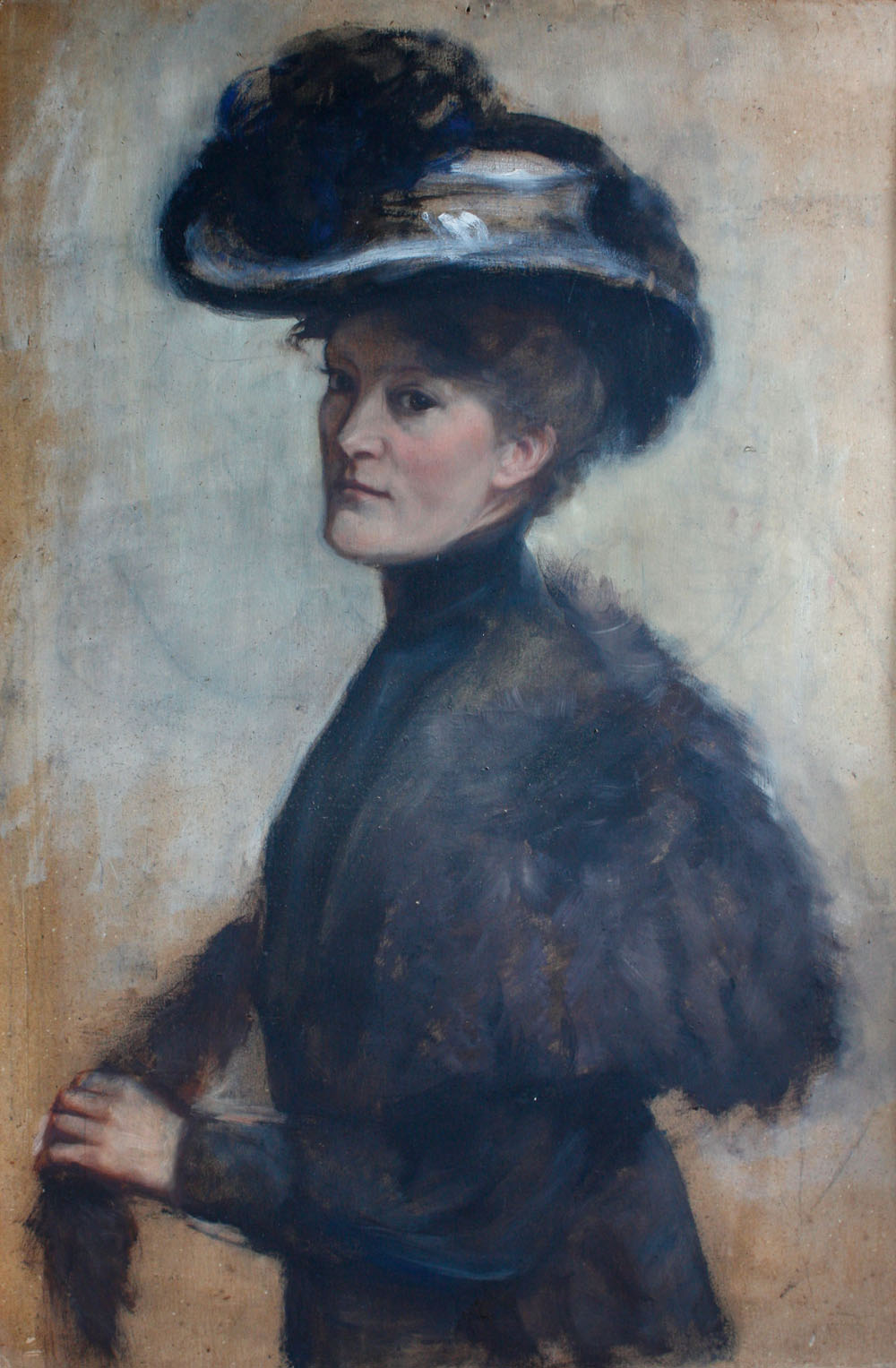
Selbstbildnis der Malerin

Fanny Inama von Sternegg (* 2. Juli 1870 in Innsbruck-Wilten; † 9. November 1928 ebenda; mit allen Vornamen Franziska Maria Emilie Amalie Inama-Sternegg) war eine österreichische Porträt-, Stillleben- und Historienmalerin.

## Leben
Inama von Sternegg stammt aus der Familie Inama, deren Wurzeln im Nonstal (Welschtirol) liegen, und war die Tochter des Statistikers Theodor Inama von Sternegg (1843–1908). Sie studierte von 1887 bis 1892 in Wien bei Rudolf Geyling und in München bei Joh. Leonhardt Historien- und Porträtmalerei. Später studierte sie bei Alois Schornböck (Wien), Walter Thor und Walther Firle, auf dessen Einfluss hin sie sich verstärkt Kinderbildnissen zuwandte.
Inama von Sternegg hatte ab 1905 als freischaffende Künstlerin mit ihren Damen- und Kinderporträts Erfolg. Sie war Mitglied des Tiroler Künstlerbundes und leitete eine eigene Malschule. Ausstellungen im Künstlerbund Innsbruck (1906, 1916), im Kunsthaus Wien und im Kunstverein München verbreiteten ihren Ruf. Im Jahr 1904 nahm sie an der Weltausstellung in St. Louis teil und wurde mit einer bronzenen Medaille ausgezeichnet.
Wegen ihrer menschlichen Qualitäten nannte man sie nach dem Familiensitz bei Brixlegg auch den „Engel von Lichtenwerth“.

Galerie
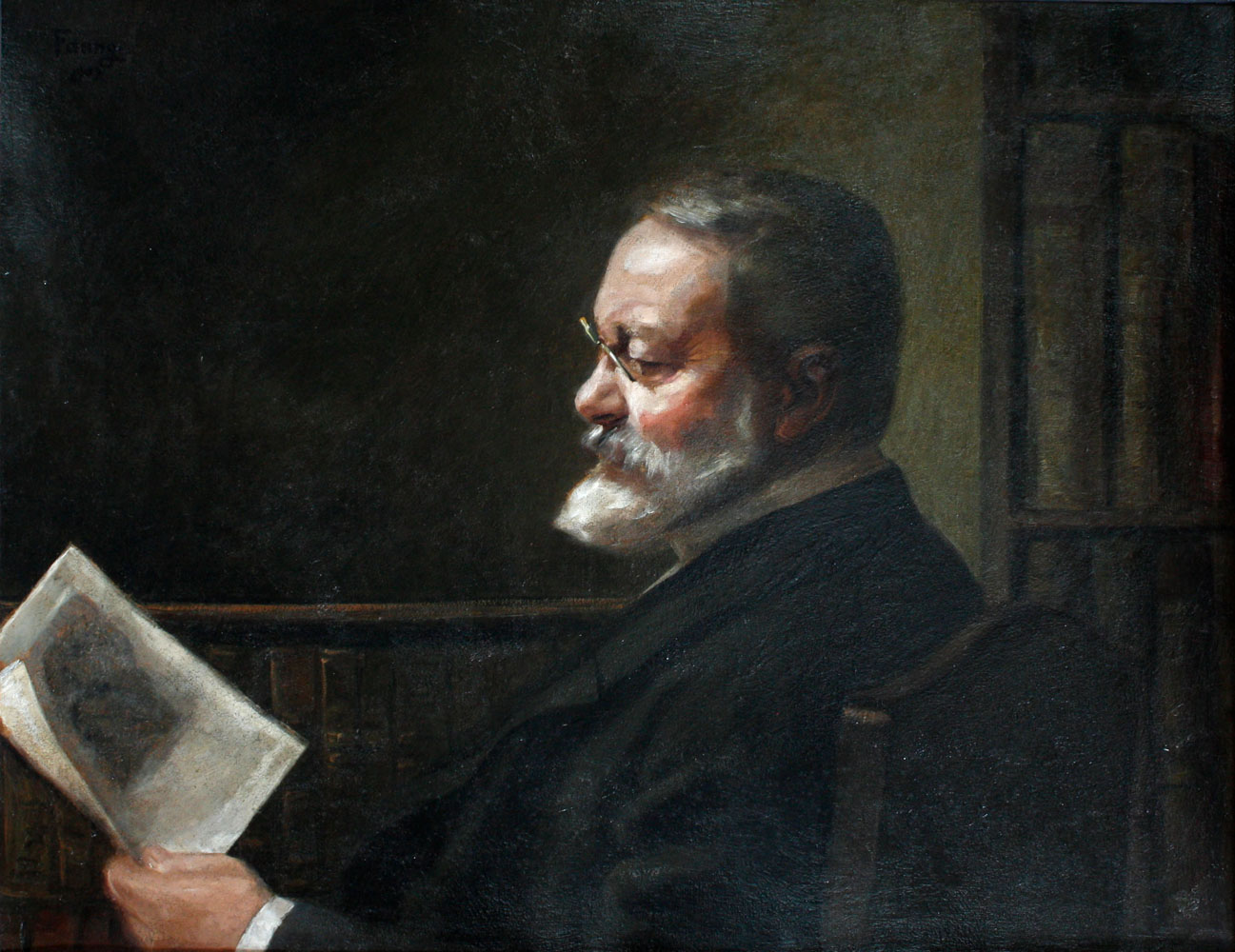
Porträt des Vaters Theodor Inama von Sternegg (1907)
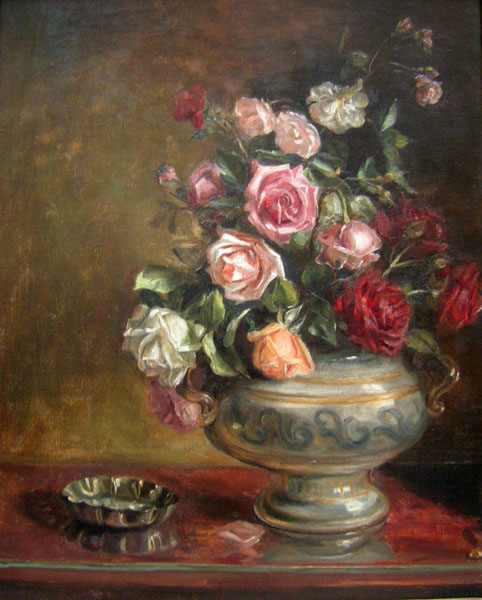
Stillleben mit Rosen
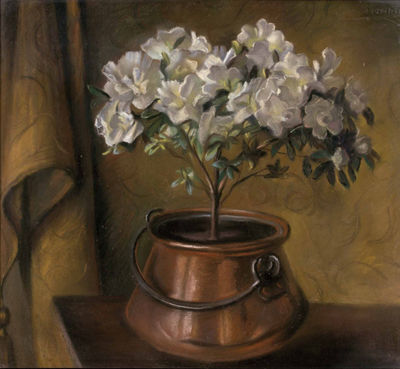
Blumenstock in Kupferkessel (1927)